# Habří (okres České Budějovice)
Habří je obec v okrese České Budějovice v Jihočeském kraji. Leží zhruba jedenáct kilometrů západně od Českých Budějovic. Žije zde 122 obyvatel.
K obci patří i samota U Šimanů.

## Historie
První písemná zmínka o vesnici pochází z roku 1264, kdy král Přemysl Otakar II. dal Stýrovi z Kvítkovic statky v Habří a Horních Vescích (praedia in Haberse et Wesce) výměnou za ves Bohdanice (pro villa Bohdanitz).[zdroj?].

## Obyvatelstvo
| Rok            | 1869 | 1880 | 1890 | 1900 | 1910 | 1921 | 1930 | 1950 | 1961 | 1970 | 1980 | 1991 | 2001 | 2011 | 2021 |
| -------------- | ---- | ---- | ---- | ---- | ---- | ---- | ---- | ---- | ---- | ---- | ---- | ---- | ---- | ---- | ---- |
| Počet obyvatel | 301  | 356  | 336  | 280  | 281  | 261  | 237  | 182  | 178  | 136  | 109  | 93   | 84   | 99   | 110  |
| Počet domů     | 39   | 38   | 44   | 50   | 43   | 45   | 53   | 54   | 42   | 38   | 33   | 41   | 50   | 54   | 61   |

## Obecní správa
Mezi lety 1850–1878 Habří patřilo jako část obce k Lipí v okrese České Budějovice (v letech 1850–1879 Budějovice). V letech 1878–1921 bylo obcí. V letech 1921–1945 patřilo znovu jako osada obce k Lipí a v letech 1945–1960 bylo znovu obcí. Od 1. března 1960 do 23. listopadu 1990 patřilo znovu jako část obce k Lipí a od 24. listopadu 1990 je opět samostatnou obcí.

## Pamětihodnosti
- Bývalá tvrz čp. 2 a 3, z 15. století, s pivovarem čp. 1
- Kaple svatého Jana Nepomuckého, na návsi vedle tvrze. Obdélná stavba s trojúhelníkovým štítem, zakončeným zvoničkou, byla pořízena na místě starší kapličky v roce 1867; nynější zvon pochází z roku 1946.
- Usedlosti čp. 5 a čp. 8 ze druhé poloviny 19. století
- Zřícenina kostela svatého Víta, asi kilometr západně od vsi. Kostel byl založen při „zázračné“ studánce roku 1644 na popud vyšebrodského opata Wenschuha. Za josefinských reforem v roce 1787 zavřen, vyklizen (část vybavení se dochovala v boršovském kostele svatého Jakuba Staršího)[8] a ponechán svému osudu. V 60. letech 19. století došlo ke zřícení střechy a následně rozebírání budovy na stavební materiál. V roce 1994 bylo torzo kostela částečně vyzděno a zakonzervováno.
- Kaple Nejsvětější Trojice v sousedství zříceného kostela, zbudována jako náhrada za něj přičiněním kvítkovických a haberských obyvatel v roce 1890
- Dominikální hostinec Kotlovy

## Osobnosti
Ke slavným rodákům patří sochař a keramik Vítězslav Eibl.